# Dave Abbruzzese
David James Abbruzzese (n. 17 de mayo de 1968) es un músico estadounidense, más conocido por haber sido durante tres años el baterista oficial de Pearl Jam, una de las bandas más influyentes del movimiento grunge de Seattle de mediados de los años 1990. Reemplazó a Dave Krusen en 1991, poco después de la edición del álbum Ten. Abbruzzese también participó en la grabación y composición de los dos siguientes álbumes de la banda, Vs. y Vitalogy.

## Biografía

### Juventud
Dave Abbruzzese nació en Stamford, Connecticut, pero creció en Mesquite, Texas, donde fue al colegio Vanston Jr. High. Abbruzzese creció tocando la batería en la caja de herramientas para pesca de su padre. Mientras vivía en su hogar, el único objeto que tenía en su habitación (además de su cama) era su batería. Abbruzzese abandonó la secundaria North Mesquite High School a una temprana edad y comenzó a enfocarse a tocar más que nunca. Comenzó tocando en la escena musical de Texas, actuando en bandas como Segueway, Flaming Hemorrhoids, y Course of Empire, y con el tiempo, él mismo formó una banda llamada Dr. Tongue, un trío, influenciado por el funk que tocaba en el área de Dallas y Denton.

## Pearl Jam
En 1991, Abbruzzese recibió una llamada del baterista y amigo Matt Chamberlain, quien Abbruzzese conoció a través de la escena musical de Texas, para que lo suplante en la banda que él había abandonado, Pearl Jam. Abbruzzese se fue hacia Seattle, Washington a conocer y familiarizarse con los miembros de Pearl Jam. Aunque sus gustos musicales eran bastantes diversos de los otros miembros de la banda, Abbruzzese escogió unirse a Pearl Jam, tocando su primer show con ellos el 23 de agosto de 1991. Inicialmente, Abbruzzese estaba reacio a unirse a la banda las 24 horas del día. Pero luego de su segundo show con Pearl Jam, Abbruzzese fue directo hacia a su negocio de tatuajes local y le pidió al bajista Jeff Ament tatuarse el logo de la canción Alive, debajo de su hombro izquierdo. Abbruzzese se unió al grupo y tocó junto a ellos el resto de la gira, como soporte del primer álbum de la banda, Ten. Abbruzzese estuvo de gira con la banda por un largo tiempo durante la gira de Ten, participando en el MTV Unplugged de la banda, y en Saturday Night Live. La banda se encontró a sí misma en el medio de la repentina popularidad y atención dada a la escena musical de Seattle y al género conocido como Grunge.
Junto a Abbruzzese, la banda grabó su segundo álbum de estudio, Vs., lanzado el 19 de octubre de 1993. En la época de su lanzamiento, Vs. mantuvo el récord por la mayor cantidad de álbumes vendido en una semana, y se mantuvo por cinco semanas en el número 1 de Billboard 200. Vs. fue nominado a un Grammy Award por Mejor Álbum de Rock en 1995. De Vs., la canción Daughter recibió una nominación al Grammy por Mejor Actuación de Rock, realizada por un dúo o un grupo con vocales, mientras que la canción Go recibió otra nominación al Grammy por Mejor Actuación Hard Rock. Abbruzzese volvió a salir de gira para soportar Vs., volviendo a participar en Saturday Night Live. Abbruzzese escribió la música para las canciones "Go," "Last Exit" y "Angel" (esta última exclusiva como sencillo navideño de 1993 para el Ten Club).
Él tocó junto a Pearl Jam hasta agosto de 1994. En 1994, la banda comenzó el conocido boicot hacia Ticketmaster. Aunque Abbruzzese participó en el tercer álbum de estudio de la banda, Vitalogy, fue despedido en agosto de 1994 debido a conflictos personales con los miembros de la banda, cuatro meses antes que el álbum se lanzara. Ament declaró, "Dave era un huevo diferente, eso ténganlo por seguro. Había muchas cosas, sobre todo en la personalidad, donde no nos sentíamos conectados con él. Él estaba más cómodo siendo una estrella de rock que el resto de nosotros. Fiestas, chicas, autos. No sé si alguien estaba en el mismo espacio que él". El guitarrista Stone Gossard diría, "Era la naturalidad sobre como las políticas de la banda funcionaban: era mi responsabilidad decir, 'Hey, lo intentamos, pero no está funcionando; es tiempo de seguir adelante.' En un nivel más superficial, era una lucha política: por alguna razón su habilidad para comunicarse con Ed y Jeff era muy sofocada. Con certeza no pienso que sea la culpa de Dave Abbruzzese que sea así". Abbruzzese declaró, "personalmente nunca acepté lo que estaba pasando. No estuve de acuerdo con lo de Ticketmaster para nada. Pero no culpo a nadie o guardo resentimiento. Estaría mintiendo si dijera que no estuve furioso y herido por un largo tiempo. Pero ahora solo deseo que haya más música de la banda de la que fui parte." "¡Me fui porque Stone [Gossard, guitarra] me dijo que estaban buscando a otro baterista! ¡Ja! Es gracioso porque es verdad. A decir verdad, todavía no sé con certeza por qué me despidieron. "Nunca había estado en esa situación antes. Mirando hacia atrás, como lo hice durante años, me tenía molesto. Entonces, un día me encontré con imágenes de la banda Candlebox con el baterista [original de Pearl Jam] Dave Krusen tocando con ellos viven y una teoría formada en mi cabeza. "Dejando de lado todas las cuestiones de personalidad, lo que presencié fue solo otro baterista. Sin chispa. Sin fuego. Sin rock and roll. ¿Eso era lo que ellos [Pearl Jam] querían como su baterista? "Luego observé cómo, en comparación con su otro trabajo, el enfoque de Matt Cameron con respecto a su forma de tocar la batería es muy dócil y mediocre cuando toca con PJ. Me hizo darme cuenta de que tal vez nunca tuvieron la intención de ser un duro, poderosa banda de rock. "Conduje a esa banda como un baterista de rock conduce a una banda de rock. Como Matt Cameron condujo a Soundgarden. Eso sí, todavía estoy adivinando, pero esta es la única excusa que he encontrado que hace que mi despido tenga sentido". "Otras excusas que he escuchado, como mis címbalos, opiniones políticas, posesión de armas, o que disfruté el éxito más fácilmente, etc., son todas risibles para mí. En realidad, la mayoría de los hechos que rodean cómo se destruyó esa poderosa versión de esa banda. es ridículo para mí en este momento. "Todavía creo que estoy un poco enojado por la forma en que se manejó hace más de 20 años. Al menos Stone fue lo suficientemente hombre como para mostrarme algo de respeto y no permitió que los abogados lo manejaran". "Siempre estaré agradecido por el día que pasamos juntos cuando me dijo que estaba fuera de la banda. Fue un esfuerzo muy emotivo que requirió mucha fuerza de su parte. Sabía que iba a destruir una parte de él". yo que él valoraba. "Fue el comienzo de una de las experiencias más desafiantes de mi vida, tener que dejar ir lo que podría haber sido y presenciar en qué se convirtió todo ese trabajo duro.

## Otros proyectos musicales
El 30 de septiembre de 1997, la banda recientemente formada de Abbruzzese, la Green Romance Orchestra, lanzó Play Parts I & V. El álbum vio a Abbruzzese contribuir sus propias canciones a la pizarra, como también su nuevo rol como productor. Play Parts I & V es un lanzamiento de la disquera Free Association Records, que fue formada por Abbruzzese in 1996.
En 1997, Abbruzzese tocó junto a Axl Rose durante la grabación del álbum Chinese Democracy, de Guns N' Roses, lanzado en 2009. Sin embargo, ningún material de estas sesiones terminaron publicándose con el álbum.
También, Abbruzzese trabajo con HairyApesBMX. Él mezcló, produjo, y fue el ingeniero de sonido del álbum de la banda, Out Demons, lanzado en el 2000. Abbruzzese también ayudó a la banda detrás de su batería durante su tour por el medio oeste.
Abbruzzese es actualmente parte del IMF tour, junto con Jara Harris, Stevie Salas y Bernard Fowler.

## Estilo musical e influencias
Abbruzzese ha citado a John Bonham, Sly & the Family Stone, y a Red Hot Chili Peppers como influencias. Abbruzzese era conocido por incluir un intenso uso de los platillos, muchos cortes de platos splash, redobles de charles, y un rápido pie derecho. Abbruzzese se negaba a usar dos bombos o doble pedal de bombo, para así concentrarse en tocar firmemente y con absoluta y asombrosa precisión un único bombo. El conjunto de su técnica dio lugar a una legión de seguidores, en los que en el presente todavía siguen pidiendo que vuelva a Pearl Jam, y que la banda sin él, nunca fue lo mismo. Abbruzzese es también conocido por tocar de una manera bastante fuerte, que se reflejó en él sufriendo Síndrome del túnel carpiano en una ocasión.

## Equipo
En sus inicios, (grabaciones hechas antes de lanzar Vs., como las canciones grabadas para la banda sonora de la película "Singles" soundtrack y el vídeo en vivo de "Even Flow"), Abbruzzese es conocido por haber usado baterías Ludwig. Durante la época de la grabación de Vs., el probó y usó baterías de Drum Workshop y platillos Sabian. Abbruzzese también tenía su propia firma de baquetas, fabricadas y comercializadas por Pro-Mark, pero este modelo parece estar descontinuado.

## Vida personal
Abbruzzese se casó con su novia de la infancia, Laura Whisman, el 2 de septiembre de 2006. Actualmente reside en Texas, en el área Dallas/Fort Worth. Abbruzzese tiene una hija, Francesca, de una relación anterior. Ella nació en Jeremo, Arizona en 2003 y vive actualmente con su madre en Texas.

## Discografía

### Pearl Jam
| Año  | Título | Compañía discográfica | Canción(es) |
| ---- | --- | --------------------- | --- |
| 1992 | Singles: Original Motion Picture Soundtrack                                                                           | Epic                  | "Breath" y "State of Love and Trust" |
| 1993 | Sweet Relief: A Benefit for Victoria Williams                                                                         | Thirsty Ear/Chaos     | "Crazy Mary" (with Victoria Williams) |
| 1993 | Judgment Night: Music from the Motion Picture                                                                         | Epic                  | "Real Thing" (with Cypress Hill) |
| 1993 | Vs. | Epic                  | Todas |
| 1994 | Vitalogy | Epic                  | Todas excepto "Bugs", "Satan's Bed", y "Hey Foxymophandlemama, That's Me" |
| 1998 | Chicago Cab: Soundtrack                                                                                               | Loosegroove           | "Hard to Imagine" |
| 1999 | Movie Music: The Definitive Performances (también parte del box set, Sony Music 100 Years: Soundtrack for a Century.) | Columbia/Epic/Legacy  | "State of Love and Trust" |
| 2000 | Wild and Wooly: The Northwest Rock Collection                                                                         | Sub Pop               | "Even Flow" (live) |
| 2003 | Lost Dogs | Epic                  | "Hard to Imagine" y "Dirty Frank" |
| 2004 | Riding Giants: Music from the Motion Picture                                                                          | Milan                 | "Go" |
| 2004 | Rearviewmirror (Greatest Hits 1991–2003)                                                                              | Epic                  | "Even Flow", "State of Love and Trust", "Animal", "Go", "Dissident", "Rearviewmirror", "Spin the Black Circle", "Corduroy", "Not for You", "Breath", "Daughter", "Elderly Woman Behind the Counter in a Small Town", "Immortality", "Better Man", y "Nothingman" |

### Green Romance Orchestra
| Año  | Título           | Compañía discográfica    |
| ---- | ---------------- | ------------------------ |
| 1997 | Play Parts I & V | Free Association Records |

### Contribuciones y colaboraciones
| Año  | Grupo                                                         | Título                                  | Compañía discográfica         | Canción(es)                    |
| ---- | ------------------------------------------------------------- | --------------------------------------- | ----------------------------- | ------------------------------ |
| 1992 | Course of Empire                                              | Course of Empire                        | Volcano                       | "God's Jig"                    |
| 1995 | Corey Glover, Eric Schenkman, Billy Cox, y Dave Abbruzzese    | In From the Storm: Jimi Hendrix Tribute | RCA                           | "In From the Storm"            |
| 1995 | Doug Pinnick, Eric Schenkman, Noel Redding, y Dave Abbruzzese | In From the Storm: Jimi Hendrix Tribute | RCA                           | "Burning of the Midnight Lamp" |
| 1996 | Nicklebag                                                     | 12 Hits and a Bump                      | Iguana                        | "Sweet Thang"                  |
| 1997 | Stevie Salas                                                  | Alter Native Gold                       | Pony Canyon                   | Todas                          |
| 1997 | Nicklebag                                                     | Mas Feedback                            | Lizard Group                  | "Sweet Thang"                  |
| 1998 | Stevie Salas                                                  | The Sometimes Almost Never Was          | Pony Canyon                   | Some                           |
| 2000 | HairyApesBMX                                                  | Out Demons                              | Free Association/We Sell Soul | Some                           |
| 2006 | Bernard Fowler                                                | Friends with Privileges                 | Peregrine                     | "Pop That Thang"               |
| 2006 | Stevie Salas                                                  | Be What It Is                           | R&C Ltd.                      | Some                           |
| 2007 | Stevie Salas                                                  | The Sun and the Earth, Vol. 1           | Arbor                         | Some                           |

- Datos: Q638932
- Multimedia: Dave Abbruzzese / Q638932